# Syntrichia lithophila
Syntrichia lithophila là một loài Rêu trong họ Pottiaceae. Loài này được (Dusén) Ochyra & R.H. Zander mô tả khoa học đầu tiên năm 2007.